# Суша
Су́ша (также используются слова земля, твердь, земная твердь) — часть поверхности планеты Земля, не покрытая водами Мирового океана и другими водными объектами.
Любой участок острова или материка, поверхность которого не залита водой озера, водохранилища, реки или другого водного объекта, также называется сушей.
Общая площадь суши планеты Земля составляет 149 939 063,133 км². Площадь суши планеты Земля без Антарктиды составляет 134 740 000 км².
Доля суши планеты — 29,1 %, остальная часть поверхности занята Мировым океаном и водными объектами внутри материков и островов.
Средняя высота суши — 875 м над уровнем моря.
В общей сложности за три десятилетия под водой оказались 115 000 км² суши, а 173 000 км² водной поверхности стало сушей.

## Примерный состав суши Земли
- Равнины около 64 % суши 96 млн км² 9,6 млрд га[3]
- Зоны островных дуг около 40 % суши 60 млн км² 6 млрд га[3]
- Горы около 36 % суши 56 млн км² 5,6 млрд га[3]
- около 27 % суши Земли занимают леса 40 млн км² 4 млрд га[4]

Группа ученых изучила снимки планеты, сделанные в период с 1982 по 2016 год, и пришла к выводу, что покрытая деревьями площадь суши выросла на 7,1 % (2,24 млн км² 224 млн га), сообщает Nature.
- около 21 % — естественные пастбища 31,5 млн км²,
- Подводные окраины материков около 14 % суши 21 млн км² 2,1 млрд га[3]
- около 12,5 % — пашня 18,7 млн км² 1,87 млрд га[6]
- около 11 % — ледники (в основном, антарктические) 16,5 млн км²,
- около 11 % — пустыни 16,5 млн км²,
- около 9 % — зе́мли, деградировавшие из-за нерационального использования после Второй мировой войны 13,5 млн км²[7].
- не более 1 % — города 1,5 млн км² 150 млн га.